# Nick Soolsma
Nick Soolsma (Andijk, 17 gennaio 1988) è un ex calciatore olandese, di ruolo attaccante.